# 이리서초등학교
이리서초등학교는 대한민국 전북특별자치도 익산시 남중동에 있는 공립 초등학교이다.

## 학교 연혁
- 1983년 9월 9일 이리서국민학교 개교(18학급)(설립인가 4월 7일)
- 1984년 3월 9일 병설유치원 개원
- 1985년 2월 28일 특수학급 인가(1학급)
- 1996년 3월 1일 이리서초등학교로 개칭
- 2017년 9월 1일 제13대 성병숙 교장 취임
- 2020년 2월 7일 제36회 졸업식(총 졸업생 4266명)
- 2020년 3월 2일 20학급 (특수 1학급 포함), 유치원 1학급 편성 운영
- 2020년 9월 1일 제14대 정태환 교장 취임

## 학교 상징
- 우리 학교 꽃 - 개나리
  - 물푸레나무과에 속하는 낙엽성 관목으로 아름다운 꽃이 피고 관상용, 약용으로 재배, 이용되고 있다.
  - 그리는 상 : 협동심과 애향심을 갖춘, 어진 성품의 자랑스런 한국인이 되자.
- 우리 학교 나무 - 느티나무
  - 느릅나무과의 낙엽 활엽 교목으로 귀목이라고도 하며 목재는 오랜 세월 건축물, 선박용으로 활용되어왔다.
  - 그리는 상 : 세찬 눈보라에도 꿋꿋하게 뻗어가는 푸른 기상을 갖자.
- 우리 학교 새 - 비둘기
  - 비둘기과의 총칭으로 우리나라 어디에서 볼 수 있으며 기원전 400년부터 사육되어 온 인간과 친밀한 새이다.
  - 그리는 상 : 평화와 자유를 사랑하고 인류 공영의 이상을 실현하자.

## 참고 자료
- 이리서초등학교 - 한국교육학술정보원 학교알리미